# 香檳山戰役
香檳山戰役（法語：Bataille des monts de Champagne）也称为群山戰役和第三次香檳戰役，是第一次世界大戰西方戰線中的一场战役，於1917年4月17日至5月20日進行。此戰是為了配合第二次埃納河戰役所做的軍事行動。弗朗索瓦·安托萬將軍計畫用兩個軍團突破德軍防禦，战斗因爆發在香檳省而得名。

## 經過
在敘普河的東岸的法國第24師向德軍戰壕发起进攻，建立了侧翼優勢，並迅速佔領位於第24师的左翼的部分歐貝里沃。在敘普河的西岸，第75團成功突入歐貝里沃的主要部分。但75團右翼被擊退，不過外籍兵團進軍團在成功佔據了陣地。而在 Haut山东北部，法軍成功推進2.4公里。在西边，法国第34师攻占了科尔尼耶山和勃朗峰。
法军在4月18日进行了整軍，第45师成功推進至 Haut山的南部邊緣。第5师和第6师在4月19日於此地抵抗德军的反击，並由第23师和一个团支援。第二天，法军第33师攻占了勒提顿，第24师也完成了對歐貝里沃的佔領。4月20日，法軍登上了 Le Casque山的山顶。4月22日，法國第45师控制了 Haut山的东部和山頂。
尽管德军在4月19日至23日进行了反击，但僅僅是推進些許戰線。進攻停滯後，法军于4月30日再次发动进攻，并于5月20日结束攻势。战斗结束时俘虏的德军和裝備已增加到6,120人、52門大砲、42門砲擊砲和103挺機槍。

## 註腳
1. 1 2 3  Times 1918，第101頁.
2. ↑  .   [2022-01-29]. 原始内容存档于2010-05-20. （页面存档备份，存于）
3. 1 2  Johnson 1921，第301–303頁.
4. ↑  Logier 2003.
5. ↑  Falls 1992，第497–498頁.
6. 1 2  .   [2022-01-29]. （原始内容存档于2022-01-29）. （页面存档备份，存于）
7. ↑  Times 1918，第87頁.